# Средњак (Пељешац)
Средњак је мало ненасељено острво у хрватском делу Јадранског мора.
Налази се у Неретванском каналу око 1 км североисточно од насеља Сресер на полуострву Пељешац. Површина острва износи 0,01 км². Дужина обалске линије је 0,37 км.. 